# Aconitum loczyanum
Aconitum loczyanum là một loài thực vật có hoa trong họ Mao lương. Loài này được Rapaics mô tả khoa học đầu tiên năm 1907.

## Hình ảnh

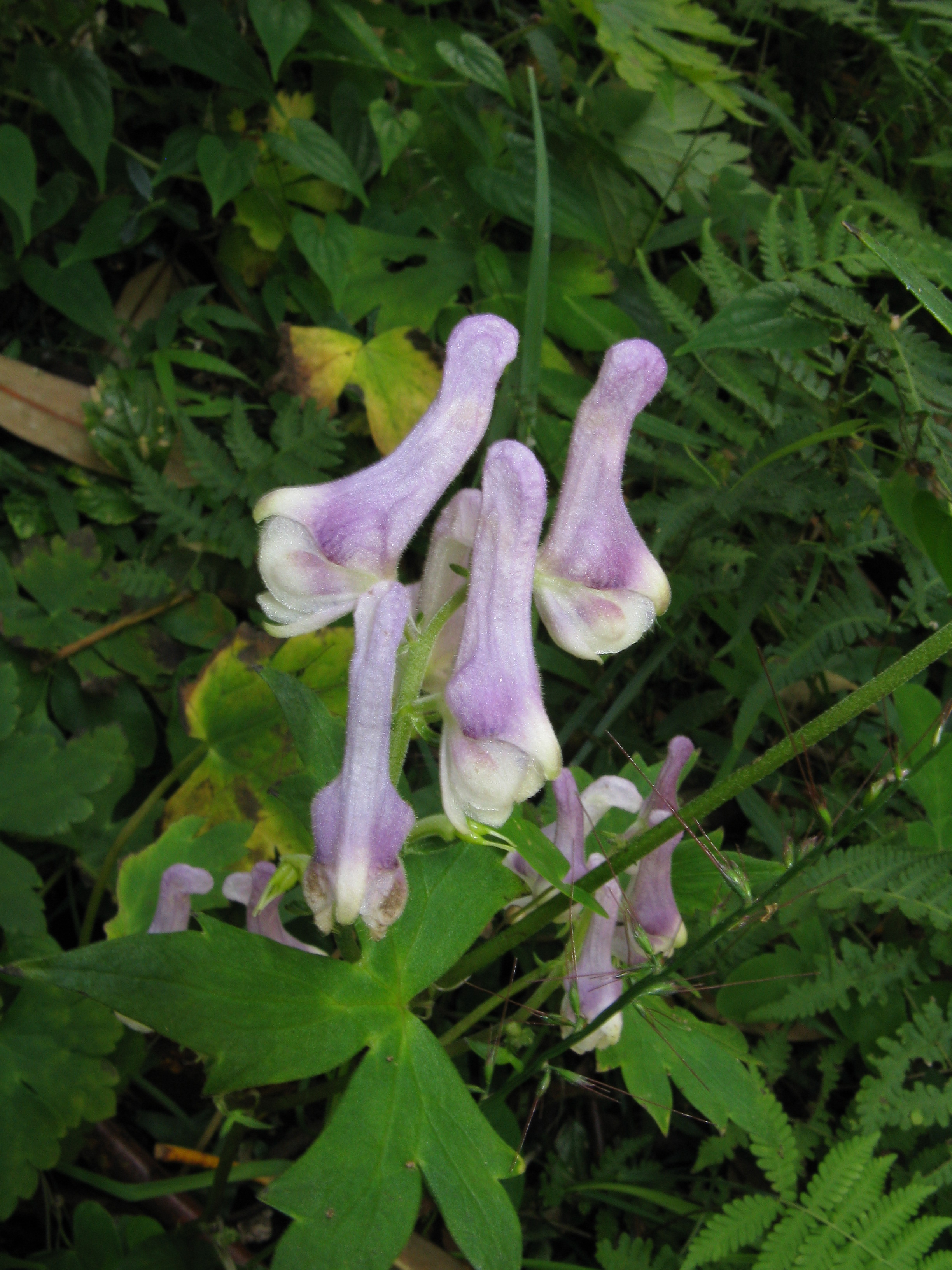